# Stenostomum pedicellare
Stenostomum pedicellare là một loài thực vật có hoa trong họ Thiến thảo. Loài này được (Borhidi & Bisse) Borhidi & M.Fernández Zeq. miêu tả khoa học đầu tiên năm 1993.